# Phrynopus peruanus
Phrynopus peruanus é uma espécie de anfíbio  da família Leptodactylidae.
É endémica do Peru.
Os seus habitats naturais são: regiões subtropicais ou tropicais húmidas de alta altitude.